# Wilbur Howard Duncan
Wilbur Howard Duncan (15 de octubre de 1910 – 25 de marzo de 2005) fue un botánico estadounidense, profesor en la Universidad de Georgia durante 40 años, donde supervisó la expansión de las colecciones del herbario, y describió tres nuevas especies de plantas. Duncan también fue autor de varios libros sobre especies vegetales del este y el sudeste de EE. UU.

## Biografía
Duncan era aborigen de Búfalo, Nueva York. Recibió su bachillerato y su M.Sc., en 1932 y 1933, por la Indiana University, y luego en 1938 su PhD en botánica por la Duke University. A continuación, comenzó un período de cuarenta años en la facultad de la University of Georgia.
Como curador del Herbario UGA, incrementó el tamaño de las colecciones de 16.000 a 135.000 especímenes. Personalmente recolectó más de treinta mil especímenes, que naturalmente compartió con herbarios del país.
Durante la Segunda Guerra Mundial, Duncan sirvió en el Servicio de Salud Pública, en la que obtuvo el grado de Mayor. Sus funciones durante ese período incluyeron dirigir control de vectores mosquito en Charleston (Carolina del Sur) y servir como entomólogo estatal en Kentucky.
Duncan se casó en 1941 (64 años, hasta su deceso) con la botánica Marion Bennett Duncan, con quien colaboró en varios libros, incluyendo Wildflowers of the Eastern United States.

## Especies descriptas
Duncan fue el autoridad en nombres botánicos quien describió tres especies: Quercus oglethorpensis, Trillium persistens, Baptisia arachnifera. All of these species are endangered.

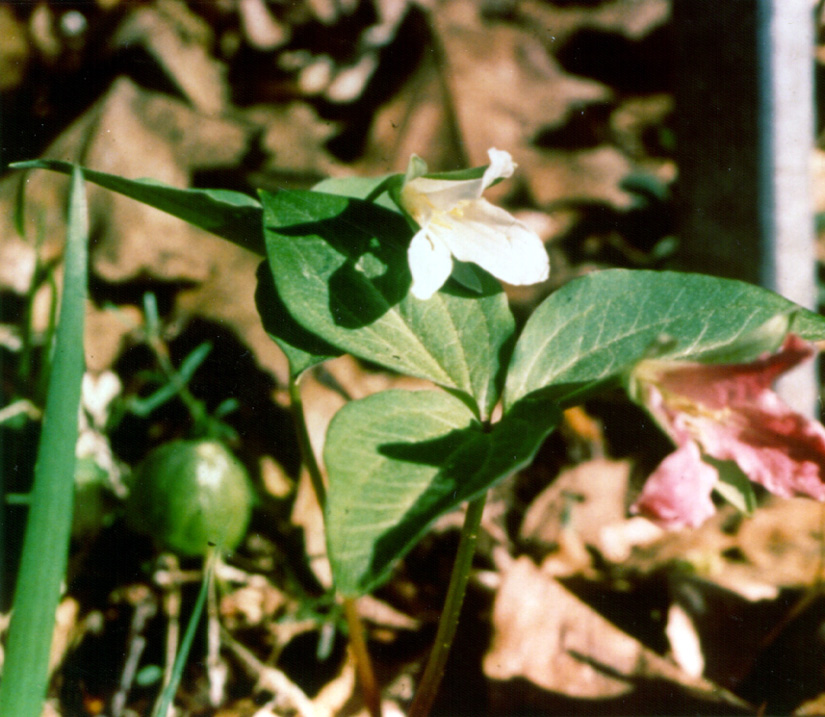
Trillium persistens
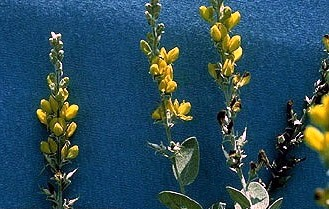
Baptisia arachnifera

## Asociaciones y honores
Miembro de
- American Association for the Advancement of Science.[1]

## Algunas publicaciones
- wilbur h. Duncan. 1933. Root Systems of Certain Woody Species of Old Fields. Editor Indiana Univ. 64 pp.

- ------------------------. 1933. Ecological Comparison of Leaf Structures of Rhododendron Punctatum Andr. Edición reimpresa. 14 pp.

- ------------------------. 1940. A new species of oak from Georgia. Amer. Midland Naturalist 24: 755–756

- ------------------------. Guide to Georgia Trees. Athens, Georgia: Univ. of Georgia Press. 1941. p. 63. ISBN 0-8203-2271-7. OCLC 1107690.

- ------------------------. 1944. A new species of Baptisia. Rhodora 46: 29–31

- ------------------------, thomas j. Jones. 1949. Poisonous plants of Georgia. Bull. 49 (13): 46 pp. Univ. of Georgia

- ------------------------. 1950. Quercus oglethorpensis – range extensions and phylogenetic relationships. Lloydia 13: 243–248

- ------------------------. 1958. Poisonous Plants of the Southeastern United States. Edición revisada de W.H. Howard, 86 pp.

- ------------------------, j.f. Garst, g.a. Neece. 1971. Trillium persistens (Liliaceae), a new pedicellate-flowered species form northeastern Georgia and adjacent North Carolina. Rhodora 73: 244–248

- ------------------------. Woody Vines of the Southeastern United States. Athens, Georgia: Univ. of Georgia Press. 1975. p. 84. ISBN 978-0-8203-0348-2.

- ------------------------, leonard e. Foote. Wildflowers of the Southeastern United States. Athens, Georgia: The University of Georgia Press. 1975. p. 296. ISBN 0-8203-0347-X.

- ------------------------. 1977. A new species of Galactia (Fabaceae) in the southeastern United States. Phytologia 37: 59–61

- ------------------------, john t. Kartesz. Vascular Flora of Georgia: An Annotated Checklist, 1981, UGA Press

- ------------------------. The Vascular Vegetation of Sapelo Island, Georgia. Athens, Georgia and Atlanta, Georgia: Botany Department, University of Georgia and Georgia Department of Natural Res. 1982. p. 75. OCLC 8822120.

- ------------------------. 1987. Seaside plants Gulf Atlantic COA PB. Edición ilustrada de Smithsonian, 409 pp. ISBN 0-87474-387-7

- ------------------------, marion b. Duncan. Trees of the Southeastern United States. Athens, Georgia: The Univ. of Georgia Press. 1988. p. 322. ISBN 0-8203-0954-0, 0820314692 |isbn= incorrecto (ayuda).

- ------------------------, ------------------------. 1987. The Smithsonian Guide to Seaside Plants of the Gulf and Atlantic Coasts, 140 pp, Smithsonian, ISBN 978-0-87474-387-6

- ------------------------, ------------------------. Wildflowers of the Eastern United States. Athens, Georgia: Univ. of Georgia Press. marzo de 2005. p. 416. ISBN 0-8203-2747-6.en línea